# فرد فارن
فرد فارن (انگلیسی: Fred Farren؛ زادهٔ) بازیکن فوتبال اهل بریتانیا است.
از باشگاه‌هایی که در آن بازی کرده‌است می‌توان به باشگاه فوتبال کترینگ تاون و باشگاه فوتبال برادفورد سیتی اشاره کرد.